# Fierro (Automarke)
Fierro war eine US-amerikanische Automarke.

## Markengeschichte
Joe Fierro bzw. Joseph Fierro entwickelte 1982 ein Fahrzeug und bot es anschließend auch als Kit Car an. Eine Quelle gibt als Firmierung Fierro Manufacturing an, andere nur Joe Fierro. Der Standort befand sich in Diamond Bar in Kalifornien. Der Markenname lautete Fierro. 1985 oder 2000 endete die Produktion.

## Fahrzeuge
Das einzige Modell war der 600. Ein Fahrgestell vom VW Käfer bildete die Basis. Darauf wurde eine geschlossene Karosserie aus Kunststoff montiert. Eine Quelle sieht eine Ähnlichkeit zum Ferrari Dino 246. Gewöhnlich trieb ein luftgekühlter Vierzylinder-Boxermotor von Volkswagen die Fahrzeuge an. Der Einbau von Wankelmotoren von Mazda ist ebenfalls überliefert.